# Jarritos
A Jarritos (jelentése: „korsócskák”) egy mexikói szénsavas, gyümölcs ízű üdítőital. A márkát 1950-ben alapították, jelenleg a 100%-os mexikói tulajdonban levő Embotelladora Mexicana S. A. de C. V. palackozza, több országba, köztük az Amerikai Egyesült Államokba is exportálják. Emblémája három korsót ábrázol, melyek felső része zöld, alsó része narancssárga. Jelmondata: ¡Que buenos son! („Milyen jók!”)

## Története
A márkát 1950-ben alapíttota Don Francisco Hill („El Güero”), aki ezen a néven először egy különös, kávé ízű italt hozott forgalomba Mexikóvárosban, majd hamarosan megalkotta Mexikó első tamarinduszos üdítőjét is. Ezután egyre több ízben gyártották, 10 év múlva pedig már Mexikó 80%-ában kapható volt a Jarritos. Népszerűsége annak is köszönhető volt, hogy különös figyelmet fordítottak arra, hogy az alapanyagokat mexikói termőterületekről szerezzék be.

## Ízesítések
Jelenleg többféle ízben gyártják: citromos (Colima államból származó gyümölcsből), citrancsos (Veracruz államból), vegyes gyümölcsös (citrom, narancs, szőlő, eper), ananászos (Tabasco államból), tamarinduszos (Guerrero és Michoacán államokból), mandarinos (Veracruz), almás (Chihuahua), mangós, epres, kóla ízű, guavás és jamaicai mályvás.
A különböző ízesítésű változatok 100 ml-es mennyiségei a következő táplálkozási szempontból említésre érdemes összetevőket tartalmazzák:
| Ízesítés        | Fehérje (g) | Zsír (g) | Szénhidrát (g) | Ebből cukor (g) | Nátrium (mg) | Energia (kcal) |
| --------------- | ----------- | -------- | -------------- | --------------- | ------------ | -------------- |
| Citrom          | 0           | 0        | 11,6           | 11,6            | 16           | 46             |
| Citrancs        | 0           | 0        | 11,2           | 11,1            | 9            | 45             |
| Vegyes gyümölcs | 0           | 0        | 10,5           | 10,3            | 7,9          | 42             |
| Ananász         | 0           | 0        | 11,6           | 11,4            | 5,9          | 46             |
| Tamarindusz     | 0           | 0        | 13,2           | 13,1            | 7,7          | 53             |
| Mandarin        | 0           | 0        | 11,6           | 11,4            | 8,6          | 46             |
| Alma            | 0           | 0        | 12,2           | 12              | 5,8          | 49             |

## Jarritosból készülő koktél
A Paloma Jarritos nevű koktél egyik alapanyaga a Jarritos. Összetevői:
- 30 ml tequila
- 1 csipet só
- fél citrom leve
- 3-4 jégkocka
- citrancsos Jarritos tetszés szerint
- egy karika citrom díszítésnek